# Gabino Barrera
Gabino Barrera (¿Chiapas?, siglo XIX-¿Tlapehuala, Guerrero?, siglo XX) fue una figura de la revolución Mexicana y personaje de un corrido. Dirigió un batallón de aproximadamente 1,000 hombres por el estado de Guerrero, al sur del país, batallón perteneciente al Ejército Libertador del Sur, a cuya cabeza se encontraba Emiliano Zapata.[cita requerida]

## Controversia sobre su origen
Si bien Gabino existió verdaderamente, no se tienen datos exactos de su nacimiento, aunque se cree que era del estado de Chiapas. Según historiadores de la revolución mexicana, su muerte ocurrió en Tlapehuala, donde fue asesinado por un grupo de pistoleros al mando de Oscar Castillo. Durante la revolución Gabino peleó en bienestar de los campesinos.

## Corrido de Gabino Barrera
Existen dos versiones de este corrido, una realizada por Ignacio López Tarso y otra por Víctor Cordero Aurrecoechea (la más conocida).

### Versión de Víctor Cordero Aurrecoechea
Narra su valentía, sus aventuras en las cantinas y cuenta que era un hombre enamorado y con un sinnúmero de hijos regados, aunque no hace mayor mención de datos su vida personal o de caudillo.
Antonio Aguilar popularizó la versión de Víctor Cordero Aurrecoechea.
Gabino Barrera no entendía razones/andando en la borrachera/cargaba pistola con seis cargadores / le daba gusto a cualquiera. Usaba el bigote en cuadro abultado / su paño al cuello enredado / calzones de manta, chamarra de cuero / traía colteado el sombrero. Sus pies campesinos usaban huaraches / y a veces a raíz andaba/pero le gustaba pagar los mariachis/la plata no le importaba.
Con una botella de caña en la mano / gritaba ¡Viva Zapata! /porque era ranchero el indio suriano / era hijo de buena mata.
Era alto, bien dado, muy ancho de espadas / su rostro mal encachado / su negra mirada un aire le daba / al buitre de las montañas.
Gabino Barrera dejaba mujeres / con hijos por donde quiera / por eso en los pueblos donde se paseaba/se la tenían sentenciada.
Recuerdo la noche que lo asesinaron / venía de ver a su amada / dieciocho descargas de Mauser sonaron/sin darle tiempo de nada.
Gabino Barrera murió como mueren/los hombres que son bragados / por una morena perdió como pierden/los gallos en los tapados.
Esta versión es la más difundida, pues ha sido interpretada por Luis Pérez Meza, Lola Beltrán, Lucha Villa, Antonio Aguilar, Felipe Arriaga, Los Tigres del Norte e incluso, por José Alfredo Jiménez, entre otros. Por esto, la imagen de macho mexicano que no se hacía cargo de su descendencia y que terminaba pero no resolvía sus problemas con lujo de violencia se ha visto ampliamente difundida, dejando un legado obscuro a la ideología mexicana, contra la que cientos de colectivos e intelectuales mexicanos de ambos sexos luchan por erradicar hoy en día.

### Versión de Ignacio López Tarso
Gabino Barrera con más de mil hombres / se levantó en la sierra / su causa era noble: pelear por los pobres / y repartirles la tierra.
Usaba el bigote grandote, atufao, / su paño rojo enredao,/vestido de manta habló con Madero / traía arriscao el sombrero.
Sus pies campesinos usaban huaraches / y a veces a raiz andaba / y aunque pisaba sobre los huizaches / sus plantas no se espinaban.
Era alto y bien dao, muy ancho de espaldas / su rostro mal encachao / sus cejas cerradas parecían las alas / del buitre de las montañas.
Con una botella de caña gritaba “¡Viva Zapata!”,/ porque era ranchero el indio suriano, / un hijo de buena mata.
Recuerdo la noche que lo asesinaron / a un lado de Tlapehuala / dieciocho descargas de Mauser sonaron / sin darle tiempo de nada.
Gabino Barrera con todo y caballo / cayó con la balacera / la cara de ese hombre revolucionario / quedó besando la tierra.
Como podrá verse, en el corrido que cuenta Ignacio López Tarso el protagonista es ensalzado como un seguidor de Zapata, con una causa noble: “pelear por los pobres y repartirles la tierra”, mientras que en la otra versión, la de Víctor Cordero, el hombre es señalado desde el principio: “Gabino Barrera no entendía razones”, y se completa, por si hacía falta; “andando en la borrachera”.[cita requerida]

## En el cine
Basadas en el corrido de Víctor Cordero, se han realizado varias películas:
- Gabino Barrera (1965), con Antonio Aguilar.[1]
- El hijo de Gabino Barrera (1965), con Antonio Aguilar.
- La captura de Gabino Barrera (1967), con Antonio Aguilar.
- La venganza de Gabino Barrera (1967), con Antonio Aguilar.
- Juan Charrasqueado y Gabino Barrera, su verdadera historia (1982), con David Reynoso y Vicente Fernández.